# 나, 그런 사람 아니에요
"나, 그런 사람 아니에요"(I'm Not That Kind Of Person)는 한국에서 제작된 이승영 감독의 2006년 드라마 영화이다. 박성일 등이 주연으로 출연하였다.

## 출연

### 주연
- 박성일
- 박소영

### 조연
- 정서연
- 이희창
- 한채윤

## 기타
- 프로듀서: 이호
- 프로듀서: 이현승
- 프로듀서: 민환기
- 제작부: 윤정훈
- 제작부: 박운아
- 제작투자: 이점현
- 제작투자: 윤정숙
- 촬영부: 박종철
- 촬영부: 양준호
- 조명: 류준영
- 조명부: 옹경애
- 조명부: 차상규
- 조명부: 강성수
- 조명부: 강호규
- 조연출: 한승주
- 연출부: 이지호
- 스크립터: 유신애
- 동시녹음: 남연경
- 붐오퍼레이터: 남근학
- 미술: 차보미
- 타이틀: 이준엽
- 분장: 박소미
- 네가편집: 강명환 편집실
- 현장진행: 장서희
- 탑차: 강호규
- 사운드슈퍼바이저: 한명환
- 현장진행: 백승재
- 현장진행: 이종호
- 현장진행: 배환
- 현장진행: 재민철
- 현장진행: 문병연
- 콘티: 변효정